# Carolina Shores
Carolina Shores – miasto w Stanach Zjednoczonych, w stanie Karolina Północna, w hrabstwie Brunswick.